# Festivais de Música Brasileira
Os Festivais de Música Brasileira foram uma série de concursos de canções originais e inéditas transmitidos por algumas emissoras de televisão brasileira (TV Excelsior, TV Record, TV Rio, Rede Globo) entre os anos de 1965 a 1985. Esses festivais consolidaram a música popular brasileira, além de revelar e consolidar grandes compositores e intérpretes da música brasileira (Elis Regina, Chico Buarque, Caetano Veloso, Gilberto Gil, Gal Costa, Geraldo Vandré, Nara Leão, Edu Lobo, Jair Rodrigues, Tom Jobim, Oswaldo Montenegro, Jessé , Guilherme Arantes, Amelinha, Vanusa, Maria Alcina entre outros).

## Histórico
Nessa época (décadas de 1960 e 1970) o Brasil vivia sob o regime político ditatorial militar, que por meio de seu autoritarismo e repressão, mantinha o controle em vários aspectos da vida social brasileira, principalmente na área da cultura (música, teatro, cinema e literatura). Apesar de toda vigilância, repressão e perseguição dos agentes do DOPS em todas as áreas ligadas à cultura, surgiram várias formas de protestos contra o regime militar. Na música, em especial, surgiram canções de cunho social e de protestos, que chegaram a uma grande parcela da população devido principalmente à participação desses músicos e canções nos grandes festivais realizados pelas emissoras de televisão. Esses festivais eram realizados principalmente na cidade de São Paulo, sendo transmitidos a várias regiões do país, atingindo elevada audiência. Devido a grande participação do público, que torcia de forma apaixonada por suas canções e intérpretes favoritos, esses festivais – assim como os compositores e intérpretes que deles participavam – passaram a ser sistematicamente vigiados pelos agentes DOPS, como passíveis de subversão contra a moral e o sistema nacional.
| Vencedores dos Festivais Brasileiros de Canções Originais da TV Aberta | Vencedores dos Festivais Brasileiros de Canções Originais da TV Aberta | Vencedores dos Festivais Brasileiros de Canções Originais da TV Aberta | Vencedores dos Festivais Brasileiros de Canções Originais da TV Aberta | Vencedores dos Festivais Brasileiros de Canções Originais da TV Aberta | Vencedores dos Festivais Brasileiros de Canções Originais da TV Aberta |
| Ano                                                                    | Festival                                                               | Emissora                                                               | Canção                                                                 | Autoria                                                                | Intérprete(s)                                                          |
| ---------------------------------------------------------------------- | ---------------------------------------------------------------------- | ---------------------------------------------------------------------- | ---------------------------------------------------------------------- | ---------------------------------------------------------------------- | ---------------------------------------------------------------------- |
| 1965                                                                   | 1º MPB                                                                 | TV Excelsior                                                           | Arrastão                                                               | Edu Lobo e Vinicius de Moraes                                          | Elis Regina                                                            |
| 1966                                                                   | FNMPB                                                                  | TV Excelsior                                                           | Porta-Estandarte                                                       | Geraldo Vandré e Fernando Lona                                         | Tuca e Airto Moreira                                                   |
| 1966                                                                   | 2º MPB                                                                 | TV Record                                                              | A Banda                                                                | Chico Buarque                                                          | Chico Buarque e Nara Leão                                              |
| 1966                                                                   | 2º MPB                                                                 | TV Record                                                              | Disparada                                                              | Geraldo Vandré e Théo de Barros                                        | Jair Rodrigues                                                         |
| 1966                                                                   | 1º FIC                                                                 | TV Rio                                                                 | Saveiros                                                               | Dori Caymmi e Nelson Motta                                             | Nana Caymmi                                                            |
| 1967                                                                   | 3º MPB                                                                 | TV Record                                                              | Ponteio                                                                | Edu Lobo e Capinam                                                     | Edu Lobo e Marília Medalha                                             |
| 1967                                                                   | 2º FIC                                                                 | TV Globo                                                               | Margarida                                                              | Guttemberg Guarabyra                                                   | Guttemberg Guarabyra e Grupo Manifesto                                 |
| 1968                                                                   | 4º MPB                                                                 | TV Record                                                              | São São Paulo                                                          | Tom Zé                                                                 | Tom Zé                                                                 |
| 1968                                                                   | 1ª BS                                                                  | TV Record                                                              | Lapinha                                                                | Baden Powell e Paulo César Pinheiro                                    | Elis Regina e Os Originais do Samba                                    |
| 1968                                                                   | 3º FIC                                                                 | TV Globo                                                               | Sabiá                                                                  | Chico Buarque e Tom Jobim                                              | Cynara e Cybele                                                        |
| 1969                                                                   | 5º MPB                                                                 | TV Record                                                              | Sinal Fechado                                                          | Paulinho da Viola                                                      | Paulinho da Viola                                                      |
| 1969                                                                   | 4º FIC                                                                 | TV Globo                                                               | Cantiga por Luciana                                                    | Edmundo Souto e Paulinho Tapajós                                       | Evinha                                                                 |
| 1970                                                                   | 5º FIC                                                                 | TV Globo                                                               | BR-3                                                                   | Antônio Adolfo e Tibério Gaspar                                        | Tony Tornado e Trio Ternura                                            |
| 1971                                                                   | 6º FIC                                                                 | TV Globo                                                               | Kyrie                                                                  | Paulinho Soares e Marcelo Silva                                        | Trio Ternura                                                           |
| 1972                                                                   | 7º FIC                                                                 | TV Globo                                                               | Fio Maravilha                                                          | Jorge Ben                                                              | Maria Alcina                                                           |
| 1975                                                                   | FA                                                                     | TV Globo                                                               | Como Um Ladrão                                                         | Carlinhos Vergueiro                                                    | Carlinhos Vergueiro                                                    |
| 1979                                                                   | FMPB                                                                   | TV Tupi                                                                | Quem me Levará Sou Eu                                                  | Manduka e Dominguinhos                                                 | Fagner                                                                 |
| 1980                                                                   | MPB 80                                                                 | TV Globo                                                               | Agonia                                                                 | Mongol                                                                 | Oswaldo Montenegro                                                     |
| 1981                                                                   | MPB 81                                                                 | TV Globo                                                               | Purpurina                                                              | Jerônimo Jardim                                                        | Lucinha Lins                                                           |
| 1982                                                                   | MPB 82                                                                 | TV Globo                                                               | Pelo Amor de Deus                                                      | Paulo Debétio e Paulinho Rezende                                       | Emílio Santiago                                                        |
| 1985                                                                   | FF                                                                     | TV Globo                                                               | Escrito nas Estrelas                                                   | Arnaldo Black e Carlos Rennó                                           | Tetê Espíndola                                                         |
| 2000                                                                   | FMB                                                                    | TV Globo                                                               | Tudo Bem Meu Bem                                                       | Ricardo Soares                                                         | Ricardo Soares                                                         |

## Festival de Música Popular Brasileira (TV Excelsior e TV Record)
O Festival de Música Popular Brasileira foi o primeiro festival de canções originais de grande relevância. Teve cinco edições, sendo a primeira, em 1965, produzida pela TV Excelsior e com a final no Rio de Janeiro e as demais, pela TV Record, com a final em São Paulo. O formato adotado era de três eliminatórias com 12 canções cada, avançando quatro de cada para a final.
| Resumo: Vencedoras | Resumo: Vencedoras | Resumo: Vencedoras | Resumo: Vencedoras            | Resumo: Vencedoras         |
| Ano                | Ed.                | Canção             | Autoria                       | Intérprete(s)              |
| ------------------ | ------------------ | ------------------ | ----------------------------- | -------------------------- |
| 1965               | I                  | Arrastão           | Edu Lobo e Vinícius de Moraes | Elis Regina                |
| 1966               | II                 | A Banda            | Chico Buarque                 | Chico Buarque e Nara Leão  |
| 1966               | II                 | Disparada          | Geraldo Vandré e Téo          | Jair Rodrigues             |
| 1967               | III                | Ponteio            | Edu Lobo e Capinam            | Edu Lobo e Marília Medalha |
| 1968               | IV                 | São, São Paulo     | Tom Zé                        | Tom Zé                     |
| 1969               | V                  | Sinal Fechado      | Paulinho da Viola             | Paulinho da Viola          |

## Festival Internacional da Canção (TV Rio e Rede Globo)
O Festival Internacional da Canção teve sete edições e foi realizado no Maracanãzinho, Rio de Janeiro, sendo a primeira, em 1966, produzida pela TV Rio e as demais, pela TV Globo. Consistia em duas fases: a nacional (que concedia o Prêmio Galo de Ouro) e a internacional.
| Resumo: Vencedoras - Fase Nacional | Resumo: Vencedoras - Fase Nacional | Resumo: Vencedoras - Fase Nacional | Resumo: Vencedoras - Fase Nacional                    | Resumo: Vencedoras - Fase Nacional     |
| Ano                                | Ed.                                | Canção                             | Autoria                                               | Intérprete(s)                          |
| ---------------------------------- | ---------------------------------- | ---------------------------------- | ----------------------------------------------------- | -------------------------------------- |
| 1966                               | I                                  | Saveiros                           | Dori Caymmi e Nelson Motta                            | Nana Caymmi                            |
| 1967                               | II                                 | Margarida                          | Guttemberg Guarabyra                                  | Guttemberg Guarabyra e Grupo Manifesto |
| 1968                               | III                                | Sabiá                              | Tom Jobim e Chico Buarque                             | Cynara e Cybele                        |
| 1969                               | IV                                 | Cantiga por Luciana                | Edmundo Souto e Paulinho Tapajós                      | Evinha                                 |
| 1970                               | V                                  | BR-3                               | Antônio Adolfo e Tibério Gaspar                       | Tony Tornado e Trio Ternura            |
| 1971                               | VI                                 | Kyrie                              | Paulinho Soares e Marcelo Silva                       | Trio Ternura                           |
| 1972                               | VII                                | Fio Maravilha                      | Jorge Ben                                             | Maria Alcina e Paulinho da Costa       |
| Vencedoras - Fase Internacional    |                                    |                                    |                                                       |                                        |
| Ano                                | Ed.                                | Canção                             | Autoria                                               | Intérprete(s)                          |
| 1966                               | I                                  | Frag Den Wind                      | Helmut Zacharias e Carl J. Schauber                   | Inge Brück                             |
| 1967                               | II                                 | Per una Donna                      | Marcello di Martino, Giulio Perreta e Corrado Mantoni | Jimmy Fontana                          |
| 1968                               | III                                | Sabiá                              | Tom Jobim e Chico Buarque de Hollanda                 | Cynara e Cybele                        |
| 1969                               | IV                                 | Cantiga por Luciana                | Paulo Tapajós e Edmundo Souto                         | Evinha                                 |
| 1970                               | V                                  | Pedro Nadie                        | Piero e José Tcherkaski                               | Piero                                  |
| 1971                               | VI                                 | Y Después del Amor                 |                                                       | Hermanos Castro                        |
| 1972                               | VII                                | Nobody Calls me Prophet            | David Clayton-Thomas e William Smith                  | David Clayton-Thomas                   |

## Outros Festivais de MPB

### Festival Nacional de Música Popular Brasileira
- Data: junho de 1966
- Emissora: TV Excelsior
- Classificação:

1º Lugar: "Porta-Estandarte" (Geraldo Vandré e Fernando Lona) – intérpretes: Tuca e Airto Moreira
2º Lugar: "Inaê" (Vera Brasil e Maricene Costa) – intérprete: Nilson

### I Bienal do Samba
- Local: Teatro Paramount, São Paulo
- Emissora: TV Record
- Data: maio de 1968
- Classificação:

1° Lugar: "Lapinha" (Baden Powell e Paulo César Pinheiro) – intérprete: Elis Regina e Os Originais do Samba
2° Lugar: Bom Tempo" (Chico Buarque)

### II Bienal do Samba
- Emissora: TV Record
- Data: 1971
- Não consistiu em mostra competitiva

### Festival Abertura
- Local: Theatro Municipal de São Paulo, São Paulo
- Emissora: TV Globo
- Data: fevereiro de 1975
- Classificação:
- 1º Lugar: "Como Um Ladrão" (Carlinhos Vergueiro) – intérprete: Carlinhos Vergueiro
- 2º Lugar: "Fato Consumado' (Djavan) – intérprete: Djavan
- 3º Lugar: "Muito Tudo' (Walter Franco) – intérprete: Walter Franco

Prêmio Melhor Trabalho de Pesquisa: "Vou Danado p’ra Catende" (Alceu Valença) – intérprete: Alceu Valença
Prêmio Melhor Arranjo: "Porco na Festa" (Hermeto Paschoal) – intérprete: Hermeto Paschoal
Prêmio Melhor Intérprete: "A Morte de Chico Preto" (Geraldo Filme) – intérprete: Clementina de Jesus
- Participante do Festival Abertura: "Ébano" (Luiz Melodia) – intérprete: Luiz Melodia

### Festival de MPB
- Local: Palácio das Convenções do Anhembi, São Paulo
- Emissora: TV Tupi
- Data: 1979
- Classificação:
- 1º Lugar: "Quem me Levará Sou Eu" (Manduka e Dominguinhos) – intérprete: Fagner
- 2º Lugar: "Canalha" (Walter Franco) – intérprete: Walter Franco
- 3º Lugar: "Bandolins" (Oswaldo Montenegro) – intérpretes: Oswaldo Montenegro e José Alexandre
- Participantes do Festival de MPB/1979

"Palco" (Gilberto Gil) – intérprete: A Cor do Som
"Sabor de Veneno" (Arrigo Barnabé) – intérprete: Arrigo Barnabé e Banda Sabor de Veneno
"Maria Fumaça" (Kleiton Ramil e Kledir Ramil) – intérprete: Kleiton & Kledir
"Tira os Óculos e Recolhe o Homem" (Jards Macalé) – intérprete: Jards Macalé e Moreira da Silva

### MPB 80
- Local: Maracanãzinho, Rio de Janeiro
- Emissora: TV Globo
- Data: abril de 1980
- Classificação:
- 1º Lugar: "Agonia" (Mongol) – intérprete: Oswaldo Montenegro
- 2º Lugar: "Foi Deus que Fez Você" (Luiz Ramalho) – intérprete: Amelinha
- 3º lugar: "A massa" (Raimundo Sodré e Antônio Jorge Portugal) – intérprete: Raimundo Sodré.

Melhor Intérprete: Porto Solidão (Zeca Bahia e Ginko) – intérprete: Jessé
Participantes do MPB/80
"Demônio Colorido" (Sandra de Sá) – intérprete: Sandra de Sá
"Nostradamus" (Eduardo Dusek) – intérprete: Eduardo Dusek
"Mais Uma Boca" (Fátima Guedes) – intérprete: Fátima Guedes
"Essa Tal Criatura" (Leci Brandão) – intérprete: Leci Brandão
"Vento Noroeste" (Elpídio dos Santos) - intérprete: Paranga

### MPB Shell 81
- Local: Maracanãzinho, Rio de Janeiro
- Emissora: TV Globo
- Data: 1981
- Classificação:[1]
- 1º Lugar: "Purpurina" (Jerônimo Jardim) – intérprete: Lucinha Lins
- 2º Lugar: "Planeta Água" (Guilherme Arantes) – intérprete: Guilherme Arantes
- 3º Lugar: "Mordomia"   (Ari do Cavaco e Gracinha) – intérprete: Almir Guineto

### MPB Shell 82
- Local: Maracanãzinho, Rio de Janeiro
- Emissora: TV Globo
- Data: 1982
- Classificação:
- 1º Lugar: "Pelo Amor de Deus" (Paulo Debétio e Paulinho Rezende) – intérprete: Emílio Santiago
- 2º Lugar: "Fruto do suor",  (Tony Osanah e Enrique Bergen) – intérprete: Raices de America
- 3º Lugar: "Doce mistério" (Tentação; Tunai e Sérgio Natureza) – intérprete: Jane Duboc

Participantes do MPB Shell/82
"Dona" (Sá e Guarabyra) – intérpretes: Sá e Guarabyra
'Princesa" (Flávio Venturini e Ronaldo Bastos) – intérprete: Flávio Venturini

### Festival dos Festivais
- Local: Maracanãzinho, Rio de Janeiro
- Emissora: TV Globo
- Data: 1985
- Classificação:
- 1º Lugar: "Escrito nas Estrelas" (Arnaldo Black e Carlos Rennó) – intérprete: Tetê Espíndola
- 2º Lugar: "Mira Ira" (Lula Barbosa e Vanderley de Castro) – intérprete: Miriam Mirah
- 3º Lugar: "Verde" (Eduardo Gudin e José Carlos Costa Netto) – intérprete: Leila Pinheiro

### Festival da Música Brasileira
- Local: Credicard Hall, São Paulo
- Emissora: TV Globo
- Data: 2000
- Classificação:
- 1º Lugar: "Tudo Bem Meu Bem" (Ricardo Soares de Carvalho) – intérprete: Ricardo Soares
- 2º Lugar: "Morte no Escadão" (José Carlos Guerreiro) – intérprete: Tianastácia
- 3º Lugar: "Tempo das Águas" (Valmir Ribeiro de Carvalho) – intérprete: Bilora
- Música Preferida do Público: "Brincos" (Amauri Falabela) - intérprete: Lula Barbosa